# Endromopoda producta
Endromopoda producta är en stekelart som först beskrevs av Walley 1960.  Endromopoda producta ingår i släktet Endromopoda och familjen brokparasitsteklar. Inga underarter finns listade i Catalogue of Life.